# Приховані фари

Два зображення, на яких видно фари Mazda 323F прихованими та відкритими.

Приховані фари також широко відомі як висувні фари, фари з поворотним оком — є формою автомобільного освітлення та особливістю автомобільного стилю, яка приховує фари автомобіля, коли вони не використовуються.
Залежно від конструкції, фари можуть бути встановлені в корпусі, який обертається так, щоб розташовуватися врівень з передньою частиною, як на Lamborghini Miura або Porsche 928, можуть втягуватися в капот і/або крила, як на Chevrolet Corvette 1963—2004 років, або може бути прихований за висувними або обертовими панелями решітки, як на Dodge Charger 1966—1970 років, Mercury Cyclone 1970—1971 років або Buick Riviera 1965 року.